# HMS Heather (K69)
«Хізер» (K69) (англ. HMS Heather (K69) — військовий корабель, корвет типу «Флавер» Королівського військово-морського флоту Великої Британії за часів Другої світової війни.
Корвет «Хізер» був закладений 22 травня 1940 року на верфі компанії Harland and Wolff у Белфасті. 17 вересня 1940 року він був спущений на воду, а 1 листопада 1940 року увійшов до складу Королівських ВМС Великої Британії.

## Історія служби
У липні 1942 року «Хізер» діяв у складу 2-ї групи ескорту, що забезпечувала супроводження північноатлантичних конвоїв. До складу групи входили есмінці «Ванесса», «Гесперус» та «Вайтхолл» і корвети «Кампанула», «Клематіс», «Дженшен», «Хізер», «Міньйонетт» та «Світбріар».
19 листопада 1943 року оперативна група британського флоту, до якої входили й американські кораблі, забезпечували прикриття конвою JW 54A.